# مجدي فؤاد حجازي
لواء أركان حرب / مجدي فؤاد حجازي، قائد عسكري مصري, من مواليد 6 أغسطس 1953، رئيس أركان قوات الدفاع الجوى السابق ومحافظ أسوان.

## التأهيل العسكري
- حصل على بكالوريوس العلوم العسكرية الدفعة 65 حربية في 1 أكتوبر 1974.[2]
- ماجستير العلوم العسكرية - كلية القادة والأركان-1989.[2]
- دكتوراة العلوم العسكرية من كلية الحرب العليا ودرجة الزمالة من أكاديمية ناصر العسكرية العليا في 1999.[2]
- الدورة العليا لكبار القادة - أكاديمية ناصر العسكرية العليا في 2009.[2]

## التأهيل المدني
- بكالوريوس تجارة وإدارة الأعمال من جامعة حلوان عام 1978 .[1]
- دبلوم الدراسات العليا في المراجعة والضرائب من كلية التجارة بجامعة عين شمس عام 1983.[1]

## حياته المهنية
- رقي إلى رتبة لواء في 1 يوليو 2006.
- شغل منصب رئيس أركان قوات الدفاع الجوى[2] من أغسطس 2012 حتى 6 أغسطس 2014 .
- شغل منصب مساعد وزير الدفاع القائد العام للقوات المسلحة.[2]
- يشغل حالياً منصب محافظ أسوان منذ 26 ديسمبر 2015.[1][2]

## الأوسمة والأنواط والميداليات
- ميدالية الخدمة الطويلة والقدوة الحسنة.
- نوط الواجب العسكرى من الطبقة الاولى.
- نوط التدريب من الطبقة الأولى.
- نوط الخدمة الممتازة.
- ميدالية 25 يناير 2011.
- ميدالية 30 يونيو 2013.